# 劉暐
劉暐（1040年—1121年），辽朝官员，出自彭城刘氏，刘元泽第四子。
劉暐初任潭州商麹都监、武骑尉。在乾统八年（1108年）担任使持节郑州诸军事、郑州刺史、充本州團練使、检校司空、进封开国子、食邑二百户致仕。八十二岁去世。保大元年（1121年）六月，命工刻石。。

## 子孙
- 曾祖：刘邠，临海军节度使
  - 祖父：刘承相
    - 父亲：刘元泽
      - 长兄：刘昔
      - 次兄：刘著
      - 三兄：刘映，检校右散骑常侍、兼侍御史、骑都尉、礼宾使
      - 劉暐
      - 妻子王氏，承封太原县君，先于劉暐而没
        - 长子：刘君辅，右承制、检校太子宾客、云骑尉
          - 孙子：刘老松
            - 重孙女：刘香哥

          - 次孙女：刘淑哥

        - 二子：刘君庆，早卒
        - 三子：刘君佳，早卒
        - 四子：刘君嗣，洛苑使、检校工部尚书、知玄宁军节度副使

      - 五弟：刘昈，松山州商麹都监、右殿直
      - 六弟：刘慈，右校尉、行太子在翊校尉、银青崇禄大夫、检校太子宾客兼监察御史、云骑尉